# Stand up comedy Humortársulat
A társulat elődjét, a KOmédia Stúdió Humortársulatot Orosz György és Kállai Kriszta hívta életre 2011-ben, ma mintegy 20 tagja van, akik közül többen láthatók az RTL Klub Showder Klub című műsorában, a Comedy Central TV csatornán és rendszeresen hallhatók a Rádiókabaréban. A társulat művészeti vezetője Orosz Gyuri. Előadásaik évek óta teltházzal mennek a fővárosban és a megyeszékhelyeken egyaránt. Fontosnak tartják, hogy a közönség az önfeledt nevetéstől minden gondját elfelejtse a műsor idejére, de azt is, hogy a néző egy értékes gondolattal távozzon az előadásról.
2013 óta a Stand up comedy Humortársulat a fiatal humoristák tehetséggondozását is a zászlajára tűzte, Magyarországon egyedülálló módon megszervezték az amatőr humoristák ingyenes oktatását. A programot minden év elején indítják, és ma már kortól függetlenül lehet rá jelentkezni. A Humortechnikumban a versenyző leckét kap a művész és a közönség közötti kommunikációtól a színpadi viselkedésen keresztül egészen a poéngyártásig. Az igazán tehetséges versenyzők később lehetőséget kapnak a társulathoz való csatlakozáshoz.

## Társulati tagok
- Orosz György[3]
- Al-Gharati Magyed[4]
- Redenczki Marcsi
- Horváth Gábor
- Záhonyi-Ábel Dávid
- Gajdos Zoltán
- Ruha Tomi
- Valtner Mályki Miklós[5]
- Németh Kristóf

## Humortechnikum tagok
- Minkó Lajos
- Gyuricza Balázs
- Belső Csaba
- Csatlós Klaudia[6]
- Pácz Viktória[7]
- Kéfer Ádám
- Király Dávid
- Fehér Zovát
- Gácsi Attila
- Borók Ferenc
- Hável Laci
- Trenka Sziszi
- Fekete Melinda

## Együttműködő humoristák
- Rekop György
- Lorán Barnabás
- Bruti
- Maksa Zoltán
- Ihos József